# Anastasia de Monténégro
Pour les articles homonymes, voir Anastasia.
Anastasia de Monténégro (en serbe : Анастасија Стана Николајевна, en russe : Анастасия Николаевна), surnommée Stana, née le 23 décembre 1867 à Cetinje, décédée le 25 novembre 1935 à Antibes, est une princesse monténégrine devenue grande-duchesse de Russie.

## Biographie
La princesse Anastasia Nikolaïevna de Monténégro est la fille du roi Nicolas Ier de Monténégro et de la reine Milena Vukotic.

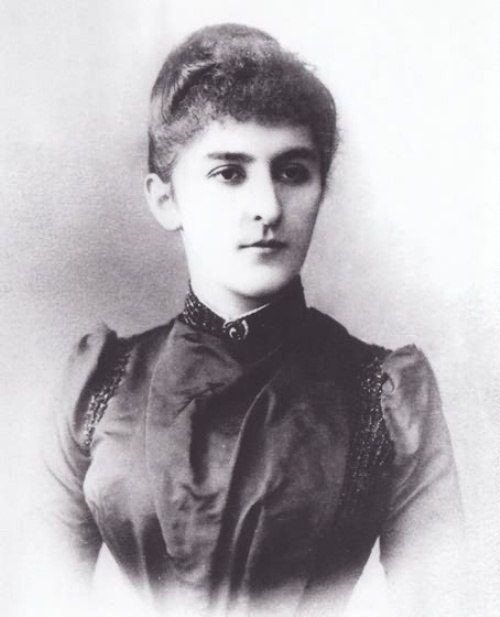
La grande-duchesse Anastasia Nikolaïevna de Monténégro vers 1895-1900.

En 1882, à la demande de ses parents, Anastasia Nikolaïevna de Monténégro et ses trois sœurs sont inscrites à l'Institut Smolny à Saint-Pétersbourg. Dès la première année a lieu une terrible tragédie pour la famille : après une courte maladie, leur jeune sœur, la princesse Maria Nikolaïevna de Monténégro (1869-1885) meurt. Puis, quelques années plus tard (1890), c'est leur sœur aînée Zorka de Monténégro (1864-1890) qui meurt à son tour. Cette dernière avait épousé Pierre Karageorgevitch (un prétendant au trône serbe qui, en 1903, par un coup d'état sanglant deviendra roi de Serbie) et a donné naissance à trois enfants : Hélène, Georges et Alexandre.
Le 7 août 1889, sa sœur, Militza de Monténégro épouse le grand-duc Pierre Nikolaïevitch de Russie. Trois semaines plus tard, le 28 août 1889 à Saint-Pétersbourg, Anastasia épouse Georges Maximilianovitch de Leuchtenberg (1852-1912), fils de Maximilien de Leuchtenberg et de Maria Nikolaïevna de Russie. Les deux sœurs monténégrines sont accueillies par Nicolas II de Russie et son épouse la tsarine Alexandra Feodorovna.
Anastasia et son mari ont deux enfants :
- Serge Georgevitch de Leuchtenberg (1890-1974), 8e duc de Leuchtenberg ;
- Elena Georguievna de Leuchtenberg (1892-1971), épouse du comte Stefan Tyszkiewicz (en) (1894-1976).

Le premier mariage d'Anastasia n'est pas heureux, son époux la délaissant pour séjourner en France. Les années passent, le duc Georges Maksimilianovitch de Leuchtenberg se fait de plus en plus rare à Saint-Pétersbourg. Ils divorcent le 28 novembre 1906.
Dans le palais de sa sœur, Anastasia a rencontré le grand-duc Nicolas Nikolaïevitch de Russie dit le Jeune ou Nikolasha, fils du grand-duc Nicolas Nikolaïevitch de Russie et d'Alexandra Petrovna d'Oldenbourg), et, le 12 mai 1907, ils se marient à Yalta après qu'Anastasia ait obtenu le divorce. La grande-duchesse Anastasia Nikolaïevna a un impact positif sur le caractère irascible de son nouvel époux.
Le grand-duc et la grande-duchesse sont très proches de la famille impériale. Ils gagnent rapidement la confiance de l'impératrice Alexandra Feodorovna. Elles-mêmes un peu rejetées, surnommées "les sœurs noires" ou "le péril noir" à cause de leurs cheveux noirs et de leur passion pour le mysticisme et les sciences occultes, les deux sœurs se lient à la tsarine. Les trois femmes fréquentent toutes sortes de mages et de guérisseurs. Essayant d'aider Alexandra Feodorovna, qui ne donne pas à son époux l'héritier espéré, elles lui présentent, en 1901, le guérisseur Maître Philippe de Lyon, lors du voyage officiel du couple impérial en France. Le guérisseur est invité à la cour russe, il jouit quelque temps d'un grand prestige, mais il est vite discrédité par des manœuvres de la cour. Alexis, le tsarévitch tant espéré naît pourtant en 1904, mais il est hémophile. En novembre 1905, les deux sœurs introduisent Raspoutine auprès de la famille impériale, qui sera le seul à pouvoir guérir l'enfant.
Au cours de la Révolution russe, la princesse Anastasia Nikolaïevna de Monténégro, son époux et d'autres membres de la famille impériale sont évacués vers la Crimée. Le couple quitte la Russie en avril 1919 à bord d'un cuirassé britannique, le HMS Marlborough. Invités par le roi Victor-Emmanuel III d'Italie, le couple séjourne quelque temps à Gênes, puis ils s'installent à Paris pour enfin s'établir à Antibes.
La princesse Anastasia Nikolaïevna de Monténégro meurt le 25 novembre 1935 à Antibes, à l'âge de 67 ans, et elle est inhumée aux côtés de son époux dans l’église Saint-Michel-Archange de Cannes. Le 24 avril 2015, ses restes et ceux de son époux sont exhumés et trois jours plus tard, une cérémonie officielle se tient dans l'église des Invalides à Paris. Enfin le 30 avril, les corps sont rapatriés vers la Russie, pour être enterrés à Moscou dans la chapelle de la Transfiguration, au parc mémorial de la Première Guerre mondiale.

## Distinction
- 26 juillet 1894 : dame grand-croix de l'ordre de Sainte-Catherine